# Адам Туз
Адам Туз (на английски: Adam Tooze) е британски историк, лектор по европейска стопанска история на Модерното време в Кеймбриджкия университет и професор по модерна история в Йейлския университет и Колумбийския университет.

## Биография
Роден е през 1967 г. в Лондон Завършва икономика в Кингс колидж, Кеймбриджкия университет. Между 1989 и 1991 г. учи в Свободния университет в Берлин. През 1996 г. защитава докторска дисертация по стопанска история в Лондонското училище по икономика и политически науки. В продължение на 13 години преподава в департамента по история на Кеймбриджкия университет, преди да приеме професура по съвременна германска история в Йейлския университет през лятото на 2009 г. През лятото на 2015 г. е поканен като лектор в Центъра по културология „Хейман“ към Колумбийския университет.

## Творчество
Адам Туз изучава всички сфери на най-новата германска история, икономическата история на ХХ век и социалната теория и философия на историята.
„Икономика на Третия райх“ е издадена от издателство „Пенгуин“ през 2006 г. Тя представя оригинален разказ за Третия райх, развит откъм перспективата на усилията на режима да впрегне германската икономика в своите усилия за постигане на континентална хегемония. Книгата получава едновременно наградите „Лонгман“ и „Улфсън“ и е номинирана за наградите „Дъф Купър“ и „H Soz Kult“. Тя става и „Книга на годината“ и е преведена на немски, италиански, португалски и български.

## Признание и награди
През 2002 г. е награден с Philip Leverhulme за съвременна история, а през 2006 г. с Wolfson History Prize.